# Dallas Mavericks 1995-1996
La stagione 1995-1996 dei Dallas Mavericks fu la 16ª nella NBA per la franchigia.
I Dallas Mavericks arrivarono quinti nella Midwest Division della Western Conference con un record di 26-56, non qualificandosi per i play-off.

## Risultati
| Squadra                | V  | P  | %    | GB |
| ---------------------- | -- | -- | ---- | -- |
| San Antonio Spurs      | 59 | 23 | 72,0 | -  |
| Utah Jazz              | 55 | 27 | 67,1 | 4  |
| Houston Rockets        | 48 | 34 | 58,5 | 11 |
| Denver Nuggets         | 35 | 47 | 42,7 | 24 |
| Dallas Mavericks       | 26 | 56 | 31,7 | 33 |
| Minnesota Timberwolves | 26 | 56 | 31,7 | 33 |
| Vancouver Grizzlies    | 15 | 67 | 18,3 | 44 |

## Roster
| N° | Naz.                   | Ruolo | Sportivo         | Anno | Alt. | Peso |
| -- | ---------------------- | ----- | ---------------- | ---- | ---- | ---- |
| 1  | Stati Uniti (bandiera) | G     | Scott Brooks     | 1965 | 180  | 75   |
| 4  | Stati Uniti (bandiera) | G     | Cherokee Parks   | 1972 | 211  | 107  |
| 5  | Stati Uniti (bandiera) | G     | Jason Kidd       | 1973 | 193  | 93   |
| 7  | Stati Uniti (bandiera) | G     | Tony Dumas       | 1972 | 198  | 86   |
| 10 | Stati Uniti (bandiera) | A     | David Wood       | 1964 | 206  | 103  |
| 21 | Stati Uniti (bandiera) | GA    | George McCloud   | 1967 | 198  | 93   |
| 24 | Stati Uniti (bandiera) | G     | Jim Jackson      | 1970 | 198  | 100  |
| 30 | Stati Uniti (bandiera) | G     | Lucious Harris   | 1970 | 196  | 86   |
| 32 | Stati Uniti (bandiera) | A     | Jamal Mashburn   | 1972 | 203  | 109  |
| 35 | Stati Uniti (bandiera) | C     | Donald Hodge     | 1969 | 213  | 104  |
| 40 | Stati Uniti (bandiera) | C     | Loren Meyer      | 1972 | 208  | 117  |
| 43 | Stati Uniti (bandiera) | AC    | Terry Davis      | 1967 | 206  | 102  |
| 44 | Stati Uniti (bandiera) | AC    | Lorenzo Williams | 1969 | 206  | 91   |
| 50 | Stati Uniti (bandiera) | A     | Reggie Slater    | 1970 | 201  | 98   |
| 54 | Stati Uniti (bandiera) | A     | Popeye Jones     | 1970 | 203  | 113  |

## Staff tecnico
- Allenatore: Dick Motta
- Vice-allenatori: Brad Davis, Kip Motta
- Preparatore atletico: Doug Atkinson